# 山内嘉弘
山内 嘉弘（やまうち よしひろ、1966年2月15日 - ）は、大阪府摂津市出身の元プロ野球選手（投手）。右投右打。

## 経歴
茨木東高時代は、1983年夏の大阪予選の準決勝で、当時強豪校として高校球界で名を馳せていたPL学園高と対戦。7回まで1点リードでPL打線を無失点に抑えていたが、8回に清原和博（当時1年生）の安打から逆転を許した結果、金星を逃した。
1984年に高校卒業後、近畿大学に進学。1年上に西岡剛投手がいたが、関西学生野球のリーグ戦では通算29試合に登板し、14勝4敗、防御率1.45という成績を残した。1987年、4年時の春季リーグ戦では5勝無敗で最優秀投手とベストナインに選ばれた。さらに、全日本大学野球選手権の関西地区代表決定戦で、大阪経済大学打線を相手に完全試合を達成している。大学同期に山内と共に主戦として投げた小松領平（プリンスホテル）、森田幸一、控えに木村恵二投手らがいた。関西学生野球リーグでの同期には古田敦也（立命大）がいた。
1987年のNPBドラフト会議で、阪急ブレーブスから2位指名を受けたことを機に入団。投手コーチを務めていた嘗ての速球派・山口高志の背番号14を着けて、150km/h台の速球とカーブ、落差の大きなフォーク、SFFを武器に、阪急最後のシーズンだった1988年（プロ1年目）と、経営権が阪急電鉄からオリックスへ譲渡されたことでチーム名を「オリックス・ブレーブス」に変更した1989年（2年目）にクローザーとして活躍。
1994年のシーズン終了後に鈴木平との交換トレードでヤクルトスワローズに移籍。
1997年オフに現役を引退した。
引退後は、打撃投手としてオリックス（当時のチーム名はブルーウェーブ）へ復帰。2006年からは、球団本部の育成グループで用具担当（二軍の用具係）を務めている。

## 詳細情報

### 年度別投手成績
| 年 度     | 球 団           | 登 板 | 先 発 | 完 投 | 完 封 | 無 四 球 | 勝 利 | 敗 戦 | セ 丨 ブ | ホ 丨 ル ド | 勝 率 | 打 者 | 投 球 回 | 被 安 打 | 被 本 塁 打 | 与 四 球 | 敬 遠 | 与 死 球 | 奪 三 振 | 暴 投 | ボ 丨 ク | 失 点 | 自 責 点 | 防 御 率 | W H I P |
| --------- | --------------- | ----- | ----- | ----- | ----- | -------- | ----- | ----- | -------- | ----------- | ----- | ----- | -------- | -------- | ----------- | -------- | ----- | -------- | -------- | ----- | -------- | ----- | -------- | -------- | ------- |
| 1988      | 阪急 オリックス | 29    | 0     | 0     | 0     | 0        | 4     | 3     | 11       | --          | .571  | 205   | 47.2     | 45       | 6           | 17       | 4     | 1        | 31       | 1     | 0        | 16    | 12       | 2.27     | 1.30    |
| 1989      | 阪急 オリックス | 39    | 0     | 0     | 0     | 0        | 4     | 1     | 12       | --          | .800  | 240   | 58.1     | 47       | 5           | 28       | 2     | 0        | 35       | 5     | 0        | 22    | 21       | 3.24     | 1.29    |
| 1990      | 阪急 オリックス | 4     | 0     | 0     | 0     | 0        | 0     | 0     | 0        | --          | ----  | 30    | 5.1      | 11       | 2           | 4        | 0     | 0        | 3        | 1     | 0        | 7     | 7        | 11.81    | 2.81    |
| 1992      | 阪急 オリックス | 9     | 0     | 0     | 0     | 0        | 0     | 0     | 0        | --          | ----  | 62    | 13.1     | 13       | 2           | 9        | 0     | 1        | 7        | 0     | 0        | 7     | 5        | 3.38     | 1.65    |
| 1993      | 阪急 オリックス | 2     | 0     | 0     | 0     | 0        | 0     | 0     | 0        | --          | ----  | 14    | 4.1      | 1        | 1           | 1        | 0     | 0        | 1        | 0     | 0        | 1     | 1        | 2.08     | 0.46    |
| 1994      | 阪急 オリックス | 1     | 0     | 0     | 0     | 0        | 0     | 0     | 0        | --          | ----  | 12    | 1.1      | 7        | 1           | 1        | 0     | 0        | 0        | 0     | 0        | 6     | 5        | 33.75    | 6.00    |
| 1995      | ヤクルト        | 10    | 0     | 0     | 0     | 0        | 0     | 1     | 0        | --          | .000  | 77    | 16.0     | 20       | 5           | 9        | 1     | 0        | 14       | 1     | 0        | 20    | 20       | 11.25    | 1.81    |
| 1997      | ヤクルト        | 16    | 0     | 0     | 0     | 0        | 2     | 0     | 0        | --          | 1.000 | 102   | 22.2     | 23       | 4           | 11       | 3     | 2        | 19       | 1     | 0        | 14    | 13       | 5.16     | 1.50    |
| 通算：8年 | 通算：8年       | 110   | 0     | 0     | 0     | 0        | 10    | 5     | 23       | --          | .667  | 742   | 169.0    | 167      | 26          | 80       | 10    | 4        | 110      | 9     | 0        | 93    | 84       | 4.47     | 1.46    |

- 阪急（阪急ブレーブス）は、1989年にオリックス（オリックス・ブレーブス）に球団名を変更

### 記録
- 初登板：1988年6月14日、対近鉄バファローズ9回戦（西京極野球場）、7回表2死より4番手で登板・完了、2回1/3無失点
- 初奪三振：同上、9回表に鈴木貴久から
- 初勝利：1988年7月19日、対日本ハムファイターズ14回戦（阪急西宮球場）、8回表2死に3番手で救援登板・完了、1回1/3を無失点
- 初セーブ：1988年8月2日、対南海ホークス18回戦（阪急西宮球場）、7回表に3番手で救援登板・完了、3回無失点

### 背番号
- 14 （1988年 - 1994年）
- 40 （1995年 - 1997年）
- 105 （1998年）
- 104 （1999年 - 2005年）